# 御製
御製（ぎょせい）とは、天皇や皇族が手ずから書いたり作ったりした文章（政令の類は除く）・詩歌・絵画などをいう。一般には、歴代の天皇が詠んだ和歌のみを御製と称し、歌会始などでは、皇后の読んだ和歌を「御歌（みうた）」、その他の皇族の詠んだ和歌を「お歌」と使い分けている。また「御製」と書いて「おおみうた（大御歌）」と和語で読む場合もある。日本では天皇および皇室、皇族に関する敬語の一つである。